# Hisao Kimura
Hisao Kimura (木村肥佐生, Kimura Hisao) ; 1922 à Sasebo - 8 octobre 1989 à Tokyo) est un agent secret, tibétologue japonais. Au Tibet, il prit le nom de Dawa Sangpo. Spécialiste de l’Asie centrale, il devint professeur d’université du Japon.

## Biographie
Hisao Kimura est né en 1922 à Sasebo, préfecture de Nagasaki au Japon.
À partir de 1943, à 19 ans, il traverse la Mongolie et le Tibet.
Hisao Kimura et Kazumi Nishikawa, un autre agent secret japonais, n’ont atteint Lhassa qu’après la fin de la Seconde Guerre mondiale, en septembre 1945,. En octobre 1945, Hisao Kimura s’est ensuite rendu à Kalimpong, où il a été recruté par les services de l’espionnage britannique pour connaître les intentions des Chinois en se rendant dans l’est du Tibet. En 1948, de retour à Lhassa, il rencontre Peter Aufschnaiter et Heinrich Harrer.
Quand Takster Rinpoché, le frère du dalaï-lama dont il avait initialement accompagné la caravane à Lhassa, est venu au Japon dans les années 1950 et a été bloqué pendant un certain temps sans passeport, c'est Kimura qui l'a aidé et les deux sont devenus des amis proches.
Il devint professeur spécialiste de l’Asie centrale à l’université Asie de Tokyo (en). Il a aussi contribué à faire venir au Japon pour une prise en charge médicale et une formation en diplomatie des réfugiés tibétains dont Pema Gyalpo, où il fut représentant du 14e dalaï-lama.
En 1967, Hisao Kimura rencontre le dalaï-lama lors de sa première visite au Japon. Takster Rinpoché qui l'accompagne le lui présente.
Tombé gravement malade lors d’un voyage au Xinjiang en octobre 1989, il a été rapatrié  au Japon où il décéda. Quelques mois plus tôt il avait terminé son ouvrage où il rend compte de ses jeunes années incognito à travers l’Asie.

## Ouvrages
- Hisao Kimura, Scott Berry, Aventures d'un espion japonais au Tibet: mes dix ans incognito à travers l'Asie, traduit par Michel Jan,  éd. Payot & Rivages, 2005,  (ISBN 2-228-90026-5 et 9782228900263)
- (en) Hisashi Mitsuyasu, Hisao Kimura, Wind wave in decay area, Éditeur Port and Harbour Technical Research Institute, 1964
- Hisao Kimura, Chibetto senkō jūnen, Éditeur Chūō Kōronsha, 1982

### Traduction
- Dalai Lama XIV, Hisao Kimura, Chibetto waga sokoku: Darai Rama jijoden, Institut de recherche asiatique, Université d'Asie, 1986, Éditeur Chūō Kōronsha, 1989,  (ISBN 4-12-201649-5 et 9784122016491), révisé en 2001, nouvelle édition 2015 (traduction en japonais de My land and my people)